# Stuart Rendell
Stuart Rendell (* 30. Juni 1972 in Canberra) ist ein ehemaliger australischer Hammerwerfer.
Bei den Weltmeisterschaften 1997 in Athen schied er in der Qualifikation aus. 1998 siegte er bei den Commonwealth Games in Kuala Lumpur.
Bei den Weltmeisterschaften 1999 in Sevilla, bei den Olympischen Spielen 2000 in Sydney und bei den Weltmeisterschaften 2001 in Edmonton kam er nicht über die erste Runde hinaus. 2002 wurde er Vierter bei den Commonwealth Games in Manchester, 2003 Zehnter bei den Weltmeisterschaften in Paris/Saint-Denis. Bei den Olympischen Spielen 2004 in Athen scheiterte er in der Vorrunde.
2006 in Melbourne gelang ihm sein zweiter Sieg bei den Commonwealth Games.
Von 1997 bis 2006 wurde er zehnmal in Folge Australischer Meister. Am 6. Juli 2002 stellte er in Varaždin mit 79,29 m den aktuellen Ozeanienrekord auf.